# Matthew Barney
Matthew Barney (25 de març de 1967 a San Francisco, Califòrnia), és un videoartista.

## Biografia
Si bé va néixer a San Francisco, a partir els sis anys va viure a Boise (Idaho) on més tard els seus pares se separarien. Barney va romandre al costat del seu pare a Idaho on jugava al futbol americà en l'equip de la preparatòria i visitava a la seva mare que vivia a Nova York, ciutat en la qual es va interessar per l'art i els museus. Les belles arts i l'esport el van dur a interessar-se en l'escultura i la realització de vídeos.
Va assistir a la Universitat Yale on primer va estudiar medicina, però més tard, va obtenir la seva llicenciatura en Belles Arts el 1989 i el 1991 es va graduar de la Universitat; més tard es va mudar a Nova York on viu actualment. Actualment és parella de la cantant islandesa Björk, amb la qual ha col·laborat en el seu últim projecte multimèdia.

## Obra
Des de les primeres etapes del seu treball, Barney ha explorat la transcendència de les limitacions físiques en l'art multimedia que comprèn pel·lícules, instal·lacions de vídeos, escultura, fotografia i dibuix. En les seves primeres exhibicions, Barney va presentar instal·lacions esculturals molt elaborades que incloïen vídeos d'ell mateix interaccionat amb diversos objectes i ocupant proeses físiques.
El seu treball està influenciat per l'art barroc i les instal·lacions de vídeos inclouen imatges que es contraposen en significat i que, amb interiors carregats de decorats complexos, motocicletes i actuacions en viu, esglaien a l'espectador. En els seus treballs també reflecteix el seu interès per l'anatomia representant éssers inexistents.

### Cremaster
A partir de 1992, Barney va començar a introduir criatures fantàstiques en el seu treball, el que seria una premonició sobre la temàtica de pel·lícules narratives posteriors. El 1994 Barney va començar a treballar en el seu cicle èpic Cremaster, un projecte fílmic dividit en cinc parts sense ordre especificat, el qual és acompanyat d'escultures, fotografies i dibuixos interrelacionats.
Un treball anterior a Cremaster va ser el vídeo Field Dressing el 1989, on ja havia bolcat el que més tard desenvoluparia en el seu treball actual.
El títol del seu treball fa referència al cremaster, és a dir, el múscul que sosté als testicles i fa que aquests es moguin a cap amunt i baix d'acord amb els canvis de temperatura, l'estimulació externa o la por. Com a productor i creador de Cremaster, Barney també va participar activament en l'acompliment de personatges tan variats com enigmàtics: un mag, Harry Houdini i un reconegut assassí: Gary Gilmore, entre d'altres.
En els films que integren a Cremaster, Barney mostra l'enfrontament de l'home amb la seva sexualitat i per a això fa ús de metàfores i analogies fantàstiques. El conjunt de films estan integrats per una barreja d'autobiografia, història, mitologia i un univers molt íntim on les imatges i els símbols estan interconnectats entre si.
L'ambient creat és complex i bell. L'ordre d'exhibició dels films no segueix un ordre, així doncs, Cremaster 4 exhibit el 1994, Cremaster 1 el 1995-96, Cremaster 5 el 1997, Cremaster 2 el 1999, i Cremaster 3 el 2002. Matthew Barney va guanyar amb Cremaster el prestigiós premi Europa 2000 de la 45a Biennal de Venècia de 1993.

## Crítiques
El treball de Matthew Barney ha generat fortes controvèrsies: d'una banda, qui aclamen el seu treball es basen en la riquesa i càrrega de les exposicions com així també en el seu complicat enteniment i significat de les obres. Qui ho critiquen, argumenten que amb les sèries Cremaster, el que intenta és impressionar.
The Cremaster Cycle, va ser una exhibició organitzada pel Guggenheim Museum, va ser premiada al Ludwig Museum, Colònia, Alemanya el juny de 2002. En octubre del mateix any va ser presentada en el Musée d'Art Moderne de la Ville de Paris, i després va ser presentada a Nova York.
El 4 d'octubre del mateix any, es va convertir en pare quan la seva parella, la cantant islandesa Björk va donar a llum a una nena anomenada Ísadóra.

## Treballs artístics
- 1988 - Scab Action
- 1989 - Field Dressing
- 1994 - Cremaster 4
- 1995/96 - Cremaster 1
- 1997 - Cremaster 5
- 1999 - Cremaster 2[1]
- 2002 - Cremaster 3
- 2005 - Drawing Restraint 9

## Exhibicions (en solitari)
- Scab Action, exhibició de vídeo per la ciutat de Nova York, Rainforest Alliance, Open Center, 1988
- Field Dressing, Payne Whitney Athletic Complex, Yale University, New Haven, Estats Units, 1989
- Matthew Barney: New Work, San Francisco Museum of Modern Art, San Francisco, EUA, 1991
- Barbara Gladstone Gallery, Los Angeles, Estats Units, 1991
- Portraits from Cremaster 4, Regan Projects, Los Angeles, Estats Units, 1994
- Pace Car for the Hubris Pill, Kunsthalle Berna, Suïssa, 1996
- Pace Car for the Hubris Pill, Musée d'art Contemporain, Bordeus, França, 1995
- Pace Car for the Hubris Pill, Museum Boymans-van Beuningen, Rotterdam, Països Baixos, 1995
- Fondation Cartier, París, 1995
- Tate Gallery, Londres, 1995
- Barbara Gladstone Gallery, Nova York, 1995
- Transexualis and Repressia, Cremaster 1 i Cremaster 4, San Francisco MOMA, San Francisco, Estats Units, 1996
- Cremaster 1, Kunsthalle Wien, Viena, Àustria, 1997
- Cremaster 5, Barbara Gladstone Gallery, Nova York, 1997
- Portikus, Cremaster 5, Frankfurt, Alemanya, 1997
- Cremaster 1, Öffentliche Kunstsammlung Basel, Kunstmuseum, Basilea, Suïssa, 1998
- Cremaster 5, Regen Projects, Los Angeles, Estats Units, 1998
- Cremaster 5, Fundació La Caixa, Barcelona, Espanya, 1998
- March with the anal sadistic warrior, KunstKanaal, Amsterdam, Països Baixos, 1998
- Cremaster 2: The Drones' Exposition, Walker Art Center, Minneapolis, USA, 1999
- Cremaster 2, Artangel/Metro Cinema, Londres, 2000
- Cremaster 2, San Francisco Museum of Art, San Francisco, EUA, 2000
- Matthew Barney, Cremaster 2', Centre Georges Pompidou, París, 2000
- Cremaster 3, Solomon R. Guggenheim Museum, Nova York, EUA, 2002 i 2003.

## Exhibicions (grupals)
- Video Library, Andrea Rosen Gallery, Nova York, 1990
- Drawings, Althea Viafore Gallery, Nova York, 1990
- Althea Viafora Gallery, Nova York, 1990
- Viral Infection: The Body and its Discontent, Hallwells Contemporary Arts Center, Buffalo, EUA, 1990
- ACT-UP Benefit Art Sali, Paula Cooper Gallery, Nova York, 1991
- Regen Projects, Los Angeles, EUA, 1991
- Barbara Galdstone Gallery, Nova York, 1991
- Spielhölle, O-Bahn Station, Frankfurt am Main, Alemanya, 1992
- Matthew Barney, Sam Revelis and Nancy Rubins, SteinGaldstone Gallery, Nova York, 1992
- 'Post Human, Deichtorhallen, Hamburg, Alemanya, 1992
- Post Human, Dete Foundation, Atenes, Grècia, 1992
- Post Human, Castello digues Rivoli, Torí, Itàlia, 1992
- Post Human, FAE Musée d'Art Contemporain, Pully/Lausana, Suïssa, 1992
- Périls et Colères, capc Musée Bordeus, Bordeus, França, 1992
- Documenta 9, Kassel, Alemanya, 1992
- Works on Paper, Paula Cooper Gallery, Nova York, 1993
- Action/Performance and the Photograph, Turner-Krull Galleries, Los Angeles, EUA, 1993
- Don't Ask, Don't Tell, Don't Pursue, Fairfield University, Fairfield, EUA, 1993
- Biennial Exhibition, Whitney Museum of American Art, Nova York, 1993
- Aperto 93, 45th Venice Biennale, Venècia, Itàlia, 1993
- Exhibition to Benefit the Mapplethorpe Labatory for AIDS Research, Barbara Gladstone Gallery, Nova York, 1993
- Barbara Gladstone Gallery, Nova York, 1993
- Drawing on Sculpture, Cohen Gallery, Nova York, 1994
- The Ossuary, Luhring Augustine, Nova York, 1994
- Sammlung Volkmann, Berlín, Alemanya, 1994
- Acting Out - The Bodi in Video: Then and Now, Royal College of Art, Londres, 1994
- Of the Human Condition: Hope and Despair at the End of the Century, Spiral Gallery, Tòquio, 1994
- Hors Limites, Centre Georges Pompidou, París, 1994
- Altered States. American Art in the 90s, Forum For Contemporary Art, Saint Louis, EUA, 1995
- The Masculine Masquerade, MIT List Visual Center, Cambridge, EUA, 1995
- ARS 95, Museum of Contemporary Art, Hèlsinki, Finlàndia, 1995
- Biennial Exhibition, Whitney Museum of American Art, Nova York, 1995
- Ripple Across the Water 95, WATARI-UM Museum of Tokio, 1995
- DASAMERICAS II, Museu d'Art de Sao Paulo, Brasil, 1995
- Drawing on Chance, Selections from the Collection, The Museum of Modern Art, Nova York, 1995
- Art at Home, Ideal Standard Life, The Spiral Garden, Tòquio, 1996
- Faustrecht der Freiheit, Neues Museum Weserberg, Bremen, Alemanya, 1996
- Passions Privees, Musee d'Art Moderne, París, 1996
- Picasso: a Contemporary Dialog, Galerie Thaddeaus Ropac, Salzburg, Àustria, 1996
- Defining the Nineties: Consensus-making in New York, Miami and Los Angeles, Museum of Contemporary Art, Miami, EUA, 1996
- Hybrids, De Appel, Amsterdam, Països Baixos, 1996
- Foreign Bodi, Museum fur Gegenwartskunst, Basilea, Suïssa, 1996
- Matthew Barney, Tony Oursler and Jeff Wall, Sammlung Goetz, Múnic, Alemanya, 1996
- Cremaster 1 screening, Tenth Biennale of Sydney, Austràlia, 1996
- Hugo Boss Prize Exhibition, Guggenheim Museum - SoHo Branch, Nova York, 1996
- Biennal de Lió, Lió, França, 1997
- Boig-Motion, Cinema acadèmia Dorsoduro, Venècia, Itàlia, 1997
- Sous le manteau, Gallery Thaddaeus Ropac, París, 1997
- Rrose is a Rrose is a Rrose, Gender Performance in Photography, Andy Warhol Museum, Pittsburgh, EUA, 1997
- Rrose is a Rrose is a Rrose, Gender Performance in Photography, Solomon R Guggenheim Museum, Nova York, 1997
- 'De-Genderism, Setagaya Art Museum, Tòquio, 1997
- Extensions - aspects of the figure, The Joseloff Gallery, Hartford Art School, EUA, 1998
- Global Vision, New Art from the 90s - with new acquisition from the Dakis Joannou Collection, Deste Foundation, Atenes, Grècia, 1998
- +Zone, Palazzo Re Rebaudengo, Guarene d'Alba, Itàlia, 1998
- Emotion - Young British and American art from the Goetz collection, Deichtorhallen, Hamburg (estat)|Hamburg], Alemanya, 1998
- Die Rache der Veronika, Fotosammlung Lambert, Deichtorhallen, Hamburg], Alemanya, 1998
- Scratches on the surface of things, Museum Boymans van Beuningen, Rotterdam, Països Baixos, 1998
- Wounds Between Democracy and redemption in Contemporary Art, Moderna Museet Stockholm, Suècia, 1998
- The Promise of Photography: selected works from the DGBank Collection', PS1, Nova York, 1999
- Regarding Beauty, Hirshhorn Museum and Sculpture Garden, Washington DC, EUA, 1999
- Voilà - Le mode dans la tête, Musée d'Art Moderne de la Ville de Paris, París, 1999-2000
- Seeing Time: From the Kramlich Collection, San Francisco Museum of Modern Art, San Francisco, EUA, 2000
- Image Stream, Wexner Center for the Performing Arts, Columbus, Ohio, EUA, 2003-2004